# Дом Е. Е. Пальцева
Дом Е. Е. Пальцева — памятник градостроительства и архитектуры в историческом центре Нижнего Новгорода. Построен в 1873—1879 годах. Автор проекта — архитектор И. К. Кострюков. 
Является интересным образцом доходного дома конца XIX века и важным элементом застройки старинной Большой Покровской улицы, сохранившей целостный архитектурный облик.    

## История
В конце XVIII века обширный участок слева над спуском с улицы Большой Покровской к Лыкову мосту занимала городская усадьба надворного советника Я. Ф. Скрипицына. По проекту архитектора Я. А. Ананьина он выстроил два деревянных дома на каменных полуэтажах с колонными портиками и высокими четырёхскатными кровлями «колпаком», в которых по традиции располагались светлицы. Строения относились к интереснейшему типу деревянных домов Нижнего Новгорода XVIII века. На участке также располагались службы и флигели. 
Вдова надворного советника Елена Александровна Скрипицына 28 июля 1802 года продала свой двор со строениями и садом генерал-майору и кавалеру Петру Богдановичу Григорьеву. Генерал в отставке П. Б. Григорьев был адъютантом убитого Павла I. В его семье здесь позже родились будущий диссидент-петрашевец Николай Петрович Григорьев, сосланный в Сибирь в 1849 году, а у дочери — будущий писатель П. Д. Боборыкин. Справа от продаваемого участка находился крепостной двор самой Е. А. Скрипицыной, слева — вдовы коллежского асессора Дарьи Терне, позади — статской советницы Шарлотты Густафовны Захарьиной. 
П. Б. Григорьев женился на дочери Я. Ф. Скрипицына, Екатерине Яковлевне, и стал владельцем обширного усадебного участка. Испытывая финансовые трудности, Григорьевы в 1853 году продали дом Е. А. Раменской, которая в свою очередь продала его аптекарю И. К. Биньковскому, а он — купцу Егору Егоровичу Пальцеву. К 1870 году все постройки усадьбы обветшали и были снесены.    
В 1873 году архитектор И. К. Кострюков разработал проект строительства нового дома и перестройки флигеля усадьбы Пальцева. В проект вновь строящегося дома был включён существующий, расположенный вдоль Лыковой дамбы, двухэтажный каменный флигель первой половины XVIII века. Проектом предусматривалась корректировка границ домовладения со стороны площади перед Дворянским собранием. В Нижегородской Городской управе и Строительном отделении Нижегородского Губернского Правления решили, что при постройке дом должен стоять параллельно со зданием Дворянского собрания. После согласований, Пальцеву выделили часть земли и прибавили её к участку усадьбы, взамен отобранной. 
Строительство дома и флигеля шло с 1875-го по 1879 год. Использовался дом как доходный, в первом этаже располагались магазины и ресторан «Савой», во втором и третьем — жилые помещения. В 1890 году был согласован проект на пробивку второй двери со стороны улицы Большой Покровской по пятой световой оси, на месте оконного проёма. 29 декабря 1898 года дом перешёл по наследству Пальцевым Авдотье Яковлевне, Всеволоду, Игорю и Борису Георгиевича и Серебренниковой Нонне Георгиевне. В 1907 году принадлежал Евдокии Яковлевне и Борису Георгиевичу Пальцевым. В 1904 и 1914 годах в первом этаже были пробиты витринные окна.
В советский период в здании был расположен ресторан (кафе «Дружба») и коммунальные квартиры, были изменены планировка и пробит новый вход во флигель, постаменты под двумя скульптурами слева по улице Б. Покровской в виде полуколонн пятигранного сечения заменены на полуколонны прямоугольного сечения. В 1990-х годах на месте проезда между домом и флигелем устроен магазин с металлическим навесом над входом. Над главным входом со стороны площади устроен металлический кованый козырёк, деревянная дверь заменена на металлическую. со стороны двора возведён кирпичный пристрой. 
В 2003 году со стороны улицы Октябрьской по крайней правой оси света был пробит вход на месте оконного проёма. В 2004 году устроен вход в подвальное помещение со стороны Большой Покровской с навесом и ограждением. В 2005 году началось строительство пристройки к торцевому фасаду флигеля. В 2006 году заполнение оконных проёмов первого этажа сменено алюминиевыми стеклопакетами, рамы формы и рисунка 1914 года уничтожены.

## Архитектура
Здание трапециевидное в плане, кирпичное. Спроектировано в стиле академической эклектики. Основная часть трёхэтажная, примыкающий флигель — двухэтажный. Все уличные фасады оштукатурены и имеют сложную пластику. Со стороны площади и Большой Покровской улицы фасады украшены скульптурами кариатид и атлантов. Дворовые фасады не оштукатурены и не имеют декоративного убранства. Крыша здания вальмовая, кровля железная по деревянной обрешётке.
Главный фасад в восемь световых осей имеет симметричную композицию. Центральная ось подчёркнута аттиком с овальным окном на треугольном фронтоне и главным входом в ресторан. Имеет четырёхчастную структуру, выделенную пилястрами. Первый этаж выделен ступенчатым карнизом на уровне междуэтажного перекрытия и украшен кариатидами и атлантами, поддерживающими пилястры пятигранного сечения. Пилястры акцентируют углы и делят фасад по горизонтали. Подкровельный карниз дополнен декоративным поясом в виде машикули. 
Фасад по Большой Покровской имеет восемь осей света и симметричную трёхчастную композицию. Боковые оси выделены пилястрами, увенчаны прямыми аттиками, фланкированными столбиками-тумбами. В плоскость аттиков в центре помещены тянутые элементы в виде кольца. 
Фасад вдоль улицы Октябрьской имеет четыре оси света и делится на две неравные части. Левая часть увенчана аттиком. Двухэтажный флигель является продолжением этого фасада, к его торцевому фасаду пристроено современное офисное здание.